# Seminarfacharbeit
Eine Seminarfacharbeit ist eine Arbeit, die von Schülern der gymnasialen Oberstufe in mehreren Bundesländern (u. a. in Thüringen, Saarland) angefertigt werden muss. Im Unterschied zu den Facharbeiten in anderen Bundesländern wird sie als Gruppenarbeit von üblicherweise drei bis fünf Schülern angefertigt und hat auf die Abiturnote einen wesentlich größeren Einfluss.

## Geschichte
Die Seminarfacharbeit musste erstmals an ausgewählten Testschulen von den Schülern des Abiturjahrgangs 2000 geschrieben werden. Seit dem Jahrgang 2001 ist sie für alle Schüler Pflicht. Grund für die Einführung der Seminarfacharbeit war, das in Thüringen nach nur 12 Schuljahren abgelegte Abitur durch eine umfangreiche außerschulische Arbeit zu ergänzen und somit dem 13-jährigen Abitur der meisten anderen Bundesländer gleichwertig zu machen.

## Bedeutung

### Bewertung und Einfluss auf die Abiturnote
Die Seminarfacharbeit besteht aus drei getrennt voneinander bewerteten Teilen: 
- Arbeitsprozess: 20 % der Gesamtnote
- schriftliche Arbeit: 30 % der Gesamtnote
- Verteidigung der Arbeit (Kolloquium): 50 % der Gesamtnote

Die Gesamtnote für die Seminarfacharbeit ist im Abiturzeugnis ein Bestandteil des so genannten Qualifikationsbereiches, der ein Drittel der Abiturnote ausmacht. Der Qualifikationsbereich setzt sich aus den vier Noten in den Prüfungsfächern im Schulhalbjahr 12/II zusammen, den jeweils dreifach gewerteten Prüfungsnoten und der vierfach gewerteten Seminarfachnote. Der Schüler hat jedoch auch die Möglichkeit die Seminarfacharbeit nicht ins Abitur einzubringen, in diesem Fall werden die Prüfungsnoten jeweils vierfach gewertet.
Im Falle einer Seminarfachleistung von 0 Punkten wird der Schüler nicht zum Abitur zugelassen.

### Ziele und Aufgaben
Nach der Thüringer Schulordnung (ThürSchulO) sind die Aufgaben des Seminarfaches bzw. der Seminarfacharbeit die folgenden: 
„Im Seminarfach sollen die Schüler vertiefend zu selbstständigem Lernen und wissenschaftlichem Arbeiten geführt werden, problembezogenes Denken soll initiiert und geschult sowie Sozialformen des Lernens trainiert werden, die sowohl Selbstständigkeit als auch Kommunikations- und Teamfähigkeit verlangen und die Schüler veranlassen, über ihre Stellung in der Arbeitsgruppe zu reflektieren. Das Seminarfach zielt auf die Schulung von Kompetenzen.“ (ThürSchulO §75 Abs. 4)
Die Seminarfacharbeit soll die Schüler an wissenschaftliches Arbeiten heranführen und beinhaltet daher viele Elemente der Seminararbeit an den Hochschulen. Am deutlichsten werden diese Ziele in der Forderung nach einem wissenschaftlichen Neuwert in der Seminarfacharbeit sowie die genauen Anforderungen an Aufbau und Layout.

## Ablauf

### Seminarfach
Der Erarbeitung der Seminarfacharbeit geht der Unterricht im so genannten Seminarfach voraus, das in einer Wochenstunde während des ersten Schuljahres der Sekundarstufe II erteilt wird. Die Schüler erhalten dort erste Informationen über die Anforderungen an die Seminarfacharbeit sowie Anleitungen zum wissenschaftlichen Arbeiten und Präsentieren.

### Gruppen- und Themenfindung
Bis zum Ablauf des Schulhalbjahres 11/I (je nach Schule auch schon früher) müssen sich die Schüler in Gruppen zusammenfinden. Die Thüringer Schulordnung fordert eine Gruppenstärke von drei bis fünf Personen; Einzelarbeiten oder eine Seminarfachgruppe von zwei Personen müssen bei dem Schulleiter beantragt werden und werden nur in Ausnahmefällen genehmigt. Dabei ist es auch möglich, dass Schüler von verschiedenen Schulen zusammenarbeiten. Die Aufgabe der Schüler ist es dabei, sich in ihr geplantes Thema und in ihre Gruppe einzuarbeiten. Die Gruppe erhält ein Berichtsheft, in dem sie den Verlauf des Arbeitsprozesses protokollieren soll. 
Das Thema muss einen wissenschaftlichen Neuwert enthalten und mindestens zwei der drei Aufgabenfelder (vgl. Abitur in Thüringen) abdecken. Zudem kann sich die Gruppe selbstständig einen so genannten Außenbetreuer suchen, der das Thema außerhalb der Schule fachlich betreut. 
Nach der Gruppenbildung müssen die Schüler zu einem von der Schule festgesetzten Zeitpunkt ein Formblatt mit Angaben über alle Gruppenmitglieder, den Außenbetreuer und das Thema der Arbeit in seiner endgültigen Formulierung abgeben. Das Thema muss dabei so formuliert sein, dass eine vollständige Analyse möglich ist. Alle Gruppen und Themen müssen von der Schulleitung genehmigt werden. Jeder Gruppe wird zudem ein Lehrer der Schule als Fachbetreuer zugeteilt. Besitzt die Gruppe einen Außenbetreuer, ist dies jedoch nicht zwingend notwendig.

### Arbeitsprozess
Nach der Abgabe des Formblattes haben die Schüler etwa ein Jahr Zeit um ihre Arbeit zu erstellen. Die einzelnen Arbeitsschritte müssen dabei im Berichtsheft protokolliert werden. Während dieses Prozesses müssen die Schüler mindestens vier Konsultationen bei ihrem betreuenden Lehrer haben und diese anschließend durch Protokolle nachweisen können. 
Zur Form der schriftlichen Arbeit gibt es genaue Vorgaben bezüglich Schriftart und -größe sowie Zeilenabstand. Diese Angaben sind allerdings schulabhängig und können in einem gewissen Rahmen von der jeweiligen Schulkommission verändert werden. Jedes Mitglied der Gruppe muss dabei eine ebenfalls von der Kommission vorgegebene Anzahl von Seiten verfassen.  
Jede Seminarfacharbeit erfordert einen wissenschaftlichen Neuwert (so genannter Eigenanteil), der zum Beispiel in Form von Durchführung und Auswertung eines Experiments, einer Umfrage oder eines wissenschaftlichen Vergleiches erfolgen kann.
Falls ein Schüler während der Arbeit an der Seminarfacharbeit auf ein anderes Gymnasium innerhalb Thüringens wechselt, so arbeitet er an seiner alten Schule an der Seminarfacharbeit weiter. Beendet ein Schüler vorzeitig seine schulische Ausbildung, müssen die übrigen Gruppenmitglieder allein weiterarbeiten. In Einzelfällen kann es dadurch auch vorkommen, dass ein Schüler die Arbeit an der Seminarfacharbeit allein beenden muss. 
Nach Beendigung aller schriftlichen Arbeiten muss die Arbeit in doppelter Ausführung gedruckt und gebunden werden. Während des Schulhalbjahres 12/I muss die fertige Arbeit zu einem von der Schule festgesetzten, in der Regel vor den Herbstferien gelegenen Termin abgegeben werden. Außerdem muss eine schriftliche Beurteilung der Arbeit durch den Außenbetreuer eingereicht werden.

### Kolloquium
Den Abschluss des Arbeitsprozesses bildet das so genannte Kolloquium (auch Verteidigung der Seminarfacharbeit genannt), das laut Schulordnung in den Halbjahren 12/I oder 12/II stattfinden kann und meist zu Beginn des Schulhalbjahres 12/II durchgeführt wird. Darin müssen die Schülergruppen die wesentlichen Ergebnisse ihrer Arbeit anschaulich präsentieren und anschließend Fragen zu ihrem Fachgebiet beantworten. 
Vor dem Kolloquium muss das Berichtsheft abgegeben werden, in dem auch ein grundlegender Ablaufplan für das Kolloquium enthalten ist. Gleichzeitig muss auch ein Thesenpapier abgegeben werden. Die darauf festgeschriebenen Thesen sollen das Kolloquium inhaltlich widerspiegeln und müssen in dessen Verlauf (indirekt oder direkt) bewiesen werden.
Ein Kolloquium dauert (unabhängig von der Zahl der Gruppenmitglieder) je nach Schule 30 bis 60 Minuten, wobei die Redezeit für jeden Schüler mindestens 10 Minuten betragen sollte. Eine Kommission aus drei Lehrern, darunter der Fachbetreuer, bewertet diese Präsentation. Nach spätestens 60 Minuten wird die Präsentation abgebrochen und die Kommission stellt Fragen an die Gruppe, deren fachgerechte Beantwortung in die Bewertung des Kolloquiums einfließt. Der Vorsitzende der Kommission kann auch Fragen weiterer Zuschauer zulassen.

## Sonderregelungen
An einigen Gymnasien (z. B. in Thüringen), welche insbesondere eine mathematisch-naturwissenschaftliche-technische Ausrichtung haben, wird verlangt, die Seminarfacharbeit in kleinen Gruppen von üblicherweise drei Leuten anzufertigen, wobei es sich zwingend um ein Thema aus dem MINT-Bereich handeln muss.  Es gibt aber üblicherweise jedes Jahr einige Einzelarbeiten.

## Kritik
Einige von Schülern angefertigte Seminarfacharbeiten werden auch oft (in gekürzter Version) bei Jugend forscht eingereicht.  Tatsächlich ist es sogar bequem, dies zu tun und zu planen, da die Schüler von der Schule aus für die Seminarfacharbeit auch organisatorische Unterstützung erhalten.  Einige Seminarfacharbeiten schaffen es oft, in den Bundesrunden Preise zu erzielen.
Im Gegensatz zu den regulären Unterrichtsfächern erhalten Lehrer für das Seminarfach keine gesonderte Ausbildung, sondern müssen sich ihr Wissen zum Thema Seminarfacharbeit selbst erarbeiten. Daher erhalten die Schüler zu den an sie gestellten Anforderungen oft widersprüchliche Auskünfte von den Lehrern. Dies und die generell fehlende fachspezifische Kompetenz der Lehrer (die sich bezüglich der fachlichen Richtigkeit der Arbeit vor allem auf ihre eigenen Recherchen sowie auf das Urteil des Außenbetreuers verlassen müssen) sorgt immer wieder für Kritik, dass die Bewertung einer tatsächlich fundierten wissenschaftlichen Arbeit im Rahmen der Schule nicht uneingeschränkt möglich sei.  
Zur Kritik bzw. Infragestellung des wissenschaftlichen Wertes der Seminarfacharbeit trägt auch der hohe Anteil des Kolloquiums an der Gesamtbewertung teil. Gruppen, die im schriftlichen Bereich nur eine durchschnittliche Bewertung erhielten, ist es auf diese Weise möglich, durch ein gut bewertetes Kolloquium die Note für die Gesamtarbeit spürbar zu verbessern. Dabei wird kritisiert, dass die Lehrer durch ihre fehlende fachliche Kompetenz die präsentierten Themen nicht objektiv hinsichtlich ihrer inhaltlichen Richtigkeit bewerten könnten, sondern auf ihr subjektives Urteil über die Präsentationsweise der Schüler angewiesen seien. Den Schülern wird daher oft bereits bei der Themenfindung geraten, sich ein Thema auszuwählen, das gute Möglichkeiten zur anschaulichen Präsentation bietet.
Ein weiterer Kritikpunkt ist, dass im Kolloquium eine ungerechte Bewertung der unterschiedlichen Seminarfachgruppen durch die verschiedenen Lehrer erfolgen kann. Da die Prüfer zumeist den Vortrag nur subjektiv bewerten können (siehe oben) und oft unterschiedliche Ansprüche bzw. Vorstellungen haben, kann nicht gewährleistet werden, dass alle Seminarfachgruppen gleichberechtigt behandelt werden. Zwar gibt es Vorschriften und Punktkataloge für die Bewertung, dennoch gibt es kaum eine andere gymnasiale Prüfung dieser Wichtigkeit, bei der die persönlichen Ansprüche und Vorstellungen der Lehrer so entscheidend sind.